# Paolo di Pola
Hrabě Pavel Ludvík Pola, italsky Conte Paolo Luigi Pola, (10. února 1773 Treviso – 3. prosince 1841 tamtéž) byl benátský a rakouský šlechtic,
komorník na dvoře italského místokrále, rytíř Řádu železné koruny, básník a
operní libretista.

## Původ
Narodil se jako nejstarší syn z celkem jedenácti dětí hraběti Antoniovi Polovi a jeho manželce Antonii,
rozené hraběnce della Torre, dámě Řádu hvězdového kříže. Rodina Polů byla původně istrijského původu, kde je zaznamenána již roku 990, později byla donucena z Istrie odejít a usadila se v Trevisu, kde jí Benátská republika potvrdila titul "Conte" – hrabě. Následně se rozvětvila na několik linií, žijících v Benátkách, Miláně a od roku 1607 i v Čechách. Roku 1819 jí bylo rakouským císařem potvrzeno šlechtictví. Rodina patřila mezi přední severoitalské rody, spřízněná je s rodinami Caetani, Colloredo, Gonzaga, della Torre a dalšími. Výrazně se též zapsala do kulturní historie. Pracovali pro ni architekti Pietro Lombardo a Giorgio Massari, malíři Lorenzo Lotto a Tiziánův žák Paris Bordone. Frá Camillo hrabě Pola, vysoký představitel Řádu maltézských rytířů podporoval i hudebníky jako Tomasa Albinoniho, Antonia Vivaldiho a další.

## Život za vlády Napoleona Bonaparte
Poté, co se hrabě Antonio Pola vzdal kvůli svému vysokému věku funkce hlavy rodu, převzal tuto funkci jeho nejstarší syn Paolo. Ten se netajil svými sympatiemi k Francii, a tak nadšeně přivítal příchod Francouzů do Benátek roku 1797. Dokonce ve svém paláci hostil generály Vicotra a Louise Baraguey d'Hilliers. Roku 1806 založil hrabě Paolo Pola první zednářskou lóži skotského ritu v Trevisu. V tomto roce také hostil italského místokrále Evžena de Beauharnais. Za své služby byl roku 1807 jmenován Komorníkem na dvoře místokrále a byl mu udělen Řád železné koruny. Když byl císař Napoleon Bonaparte na návštěvě Trevisa, byla na jeho počest v Paláci Pola, postaveném roku 1492 architektem Pietrem Lombardim, uspořádána hostina, které se spolu s císařem zúčastnili i neapolský, později i španělský král Josef Bonaparte, neuchâtelský kníže a Napoleonova pravá ruka Louis Berthier, velkovévoda z Bergu, později král obojí Sicílie Joachim Murat a vrchní dvorní maršálek Géraud Duroc. Porážku Francie nesl Paolo velice těžce, přesto byl nucen svému novému pánu, Rakouskému císařství, odpřisáhnout věrnost.

## Život v ústraní
S rakouskou nadvládou Paolo nesouhlasil, a proto se stáhl do ústraní. Dne 4. srpna 1819 potvrdil rakouský císař rodině pouze šlechtický titul. Od té doby se Paolo začal podepisovat jako "Cavaliere Paolo Pola" – "rytíř Paolo Pola", na základě řádu obdrženého roku 1807. Zcela se vyhýbal politice a věnoval se studiu, cestování a poezii. Nejprve psal jen kratší básně, později napsal dokonce několik libret. Jeho bezesporu nejznámější dílo, "Caritea, Regina di Spagna", bylo zhudebněno hudebním skladatelem Saveriem Mercadantem. Jeho libreta zhudebňovali i další prvotřídní skladatelé, jako Giuseppe Persiani, Stefano Pavesi, Pietro Generali a Giovanni Pacini. Psal též oslavné básně, ku příkladu jako přivítání pro sochaře Antonia Canovu, když navštívil Treviso. Velké zklamání mu způsobilo zatčení a uvěznění jeho bratra Giovanniho, který byl odsouzen za loupežné přepadení. Pravděpodobně kvůli této ostudě pro celou rodinu odjel Paolo z Trevisa do Florencie. Zemřel ve svém paláci roku 1841 a byl pochován na hřbitově ve Fanzolu, který leží poblíž rodové vily v Barconu.

## Potomstvo
Se svou manželkou Marianou, rozenou hraběnkou di Porcia měl pouze dceru Antonii Sofii. Ta se provdala za benátského hraběte Giovanniho Battistu Albrizziho.

## Významná operní libreta
1. Bianca, e Fernando (zhudebnil Giovanni Bellio)
2. Ardano e Dartula (zhudebnil Stefano Pavesi)
3. Caritea, Regina di Spagna(zhudebnil Saverio Mercadante)
4. Francesca di Rimini (zhudebnil Pietro Generali)
5. Costantino in Arles (zhudebnil Giuseppe Persiani)
6. Fernando, Duca di Valenza (zhudebnil Giovanni Pacini)